# Stichting ter Exploitatie van Naburige Rechten
De Stichting ter Exploitatie van Naburige Rechten (Sena) is een Nederlandse collectieve beheersorganisatie die op aanwijzing van het ministerie van Justitie, en met uitsluiting van ieder ander, belast is met de uitvoering van artikel 7 van de Wet op de naburige rechten (zie ook: naburige rechten). In de praktijk betekent dit dat Sena vergoedingen incasseert bij gebruikers van opgenomen muziek, zoals bedrijven, omroepen, instellingen en organisaties die, op welke manier dan ook, opgenomen muziek openbaarmaken (dat wil zeggen in "de openbare ruimte" of in het openbaar "ten gehore brengen"). Sena betaalt deze vergoedingen door aan de uitvoerende musici en platenproducenten, ofwel de "makers" van muziek. In dat opzicht is Sena vergelijkbaar met de organisatie Buma, die voor auteurs (gebaseerd op de Auteurswet) vergoedingen incasseert en verdeelt voor het openbaar maken van hun composities en teksten. In 1993 is de Nederlandse Wet op de naburige rechten ingevoerd. In civiele procedures wordt door Sena zo nodig samengewerkt met Buma om verbodsacties in te stellen tot inbreuken op de auteursrechten en naburige rechten van rechthebbenden die door beide organisaties worden vertegenwoordigd

## Werkzaamheden
Musici en producenten krijgen van Sena een vergoeding als hun muziek in het openbaar gedraaid wordt. Zij krijgen deze vergoeding dankzij muzieklicenties. Met bedrijven en organisaties sluit Sena deze licenties af, bijvoorbeeld met winkels, kantoren, discotheken of radio en televisie. Sena is een organisatie zonder winstoogmerk en betaalt de geïncasseerde gelden door. Van de gereserveerde vergoedingen per titel wordt de helft uitgekeerd aan de producenten, voor de muzikanten is de andere helft. Indien muziek in eigen beheer wordt uitgebracht heeft de maker dus twee keer recht op een vergoeding.
Met verschillende internationale organisaties heeft Sena afspraken. Musici en producenten kunnen Sena een wereldwijd mandaat geven. Indien hun muziek in het buitenland gedraaid wordt, krijgen ze een vergoeding.

## Sociaal-Cultureel
Op sociaal-cultureel gebied (SoCu) ondersteunt Sena verschillende projecten. Van showcases, festivals en muziekwedstrijden tot het helpen financieren van albumopnames. Voorbeelden van SoCu-projecten zijn Sena Performers Talent Stages op de Bevrijdingsfestivals, Sena European Guitar Award, Sena Performers Muziekproductiefonds, ETEP en Cello Biënnale Amsterdam.

## Organisatie
Bij Sena waren gemiddeld 46,8 personen in dienst in 2016 (2015: 45,2), wat overeenkomt met 42,7 fte (2015: 42,0).

## Bestuur
De dagelijkse leiding van Sena is in handen van het bestuur (Algemeen Directeur en Financieel Directeur). Het bestuur staat onder toezicht van de Raad van Toezicht. Na goedkeuring van de Raad van Toezicht worden alle belangrijke besluiten vastgesteld door de Raad van Aangeslotenen.

## ISRC
In Nederland kunnen producenten hun ISRC bij Sena aanvragen. De International Standard Recording Code (ISRC) is een digitale vingerafdruk voor het repertoire van producenten. Het is een uniek identificatienummer voor elke afzonderlijke opname.

## Kritiek
Sinds 2009 stuurt de stichting Sena ook facturen naar eenmanszaken, stichtingen en verenigingen. Dit leidt van tijd tot tijd tot negatieve publiciteit.
In augustus 2010 werd bekend dat Sena 35,5 miljoen euro mist door niet opgehaalde heffingen en vergeten facturen. Bij een groot deel van die facturen is de vijfjarentermijn verlopen.